# 杉原周一
杉原 周一（すぎはら しゅういち、1907年5月7日 - 1972年6月21日）は、日本の経営者、工学博士。東陶機器(現在のTOTO)社長を務めた。

## 経歴
大分県大分市出身。1931年に東京帝国大学工学部機械工学科を卒業。
三菱重工業での勤務を経て、1948年5月に東洋陶器に転じ、専務、副社長を経て、1967年7月に社長に就任。
1972年6月21日、脳卒中のために死去。65歳没。